# English (Indiana)
Pour les articles homonymes, voir English.
La ville d’English est le siège du comté de Crawford, situé dans l’État de l’Indiana, aux États-Unis. Sa population s’élevait à 645 habitants lors du recensement de 2010, estimée à 629 habitants en 2017.

## Démographie
| Groupe            | English | Indiana | États-Unis |
| ----------------- | ------- | ------- | ---------- |
| Blancs            | 97,5    | 84,3    | 72,4       |
| Métis             | 1,1     | 2,0     | 2,9        |
| Amérindiens       | 0,6     | 0,3     | 0,9        |
| Afro-Américains   | 0,3     | 9,1     | 12,6       |
| Autres            | 0,3     | 2,7     | 6,4        |
| Asiatiques        | 0,2     | 1,6     | 4,8        |
| Total             | 100     | 100     | 100        |
|                   |         |         |            |
| Latino-Américains | 0,8     | 6,0     | 16,7       |

Selon l'American Community Survey, pour la période 2011-2015, 99,10 % de la population âgée de plus de 5 ans déclare parler l'anglais à la maison, 0,77 % déclare parler l'espagnol et 0,13 % l'italien.

## Source
- (en) Cet article est partiellement ou en totalité issu de l’article de Wikipédia en anglais intitulé « English, Indiana » (voir la liste des auteurs).

1. ↑  (en) « English, IN Population - Census 2010 and 2000 », sur censusviewer.com.
2. ↑  (en) « Population of Indiana - Census 2010 and 2000 », sur censusviewer.com.
3. ↑  (en) « Language spoken at home by ability to speak English for the population 5 years and over », sur factfinder.census.gov.